# Ceroctena amynta
Ceroctena amynta is een vlinder uit de familie van de spinneruilen (Erebidae). De wetenschappelijke naam van de soort werd als Phalaena amynta in 1779 gepubliceerd door Pieter Cramer. In 1852 plaatste Achille Guenée de soort als enige in het door hem voorgestelde geslacht Ceroctena.